# Косачёв, Владимир Павлович

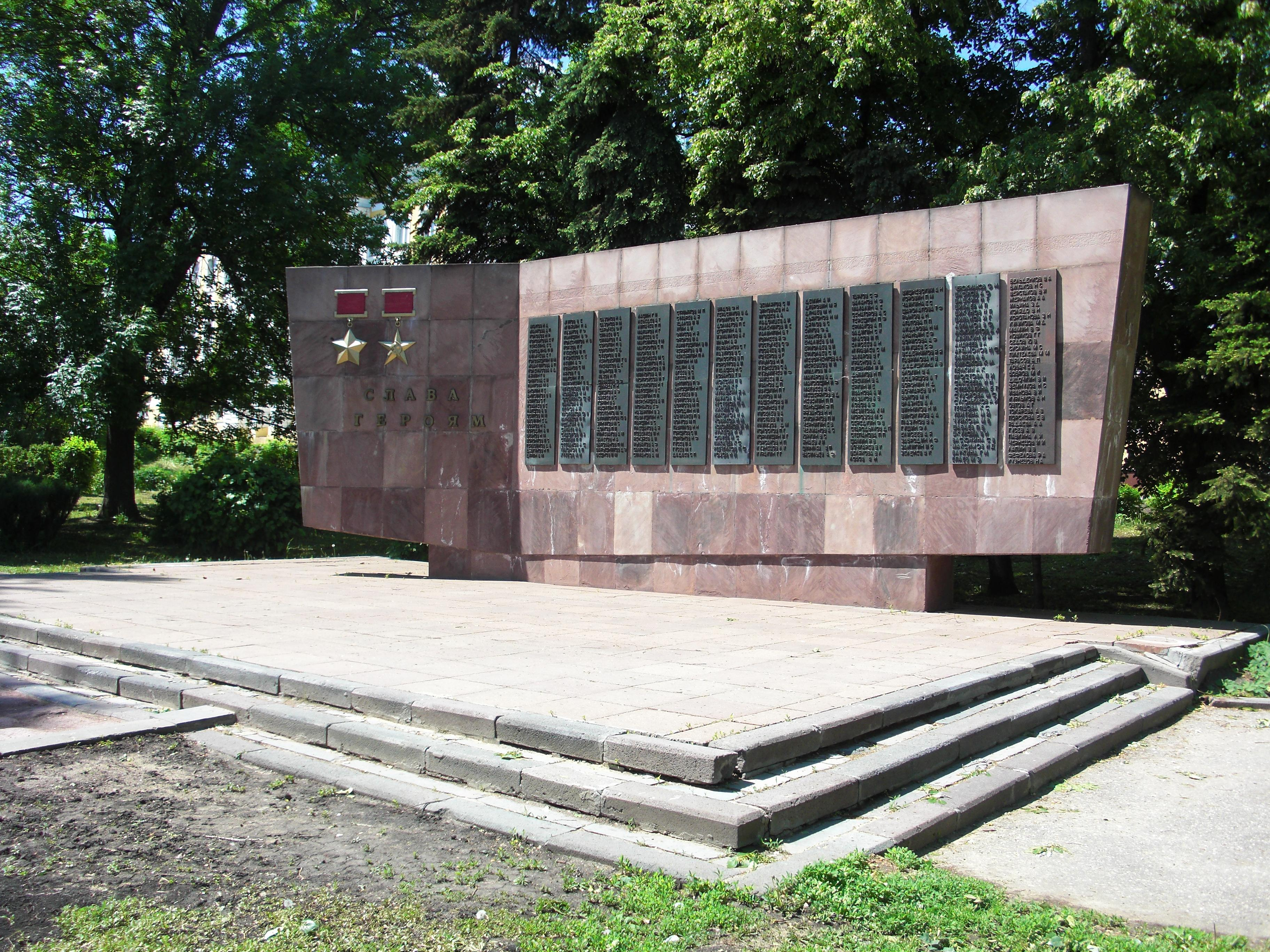
Стела с именами Героев Советского Союза, Советская площадь, Пенза

Владимир Павлович Косачёв (20 июня [3 июля] 1906, Пенза — 25 мая 1975) — советский офицер, Герой Советского Союза. Участник Великой Отечественной войны в должности командира 28-й отдельной истребительно-противотанковой артиллерийской бригады 38-й армии 1-го Украинского фронта, подполковник.

## Биография
Родился 3 июля 1906 года в городе Пенза в русской семье. В 1920 году окончил школу 1-й ступени, затем работал плотником. В 1924 году пошёл в армию. В 1928 году окончил Киевское артиллерийское училище. В 1931 году вступил в ВКП(б).
В мае 1942 года призван на фронт. 18 июня 1942 года назначен командиром 1215-го противотанкового артиллерийского полка первой истребительной бригады первой истребительной дивизии. С июля 1943 года командовал 28-й отдельной истребительно-противотанковой артиллерийской бригадой. Под командованием подполковника Владимира Косачёва бригада успешно форсировала Днепр и в составе 38-й армии вела бои по расширению Лютежского плацдарма. В период с 3 по 6 ноября во время освобождения Киева воинами 28-й бригады было уничтожено до 2 рот пехоты, 5 танков, 12 пулемётов, разрушено 11 дзотов, 2 наблюдательных пункта, была подавлена миномётная батарея.
Указом Президиума Верховного Совета СССР «О присвоении звания Героя Советского Союза офицерскому и сержантскому составу артиллерии Красной Армии» от 9 февраля 1944 года за «образцовое выполнение боевых заданий командования на фронте борьбы с немецкими захватчиками и проявленные при этом отвагу и геройство» с вручением ордена Ленина и медали «Золотая Звезда».
В послевоенные годы продолжал службу в армии, имел звание полковника. С 1954 года — в запасе. Проживал в городе Лида Гродненской области, работал директором промкомбината. Умер 25 мая 1975 года.
Память
- Его имя увековечено на стелле «Слава героям» в Пензе на Советской площади.

## Награды
- Медаль «Золотая Звезда» Героя Советского Союза.
- Два ордена Ленина.
- Четыре ордена Красного Знамени.
- Орден Отечественной войны I степени.
- Медали.